# Твенг

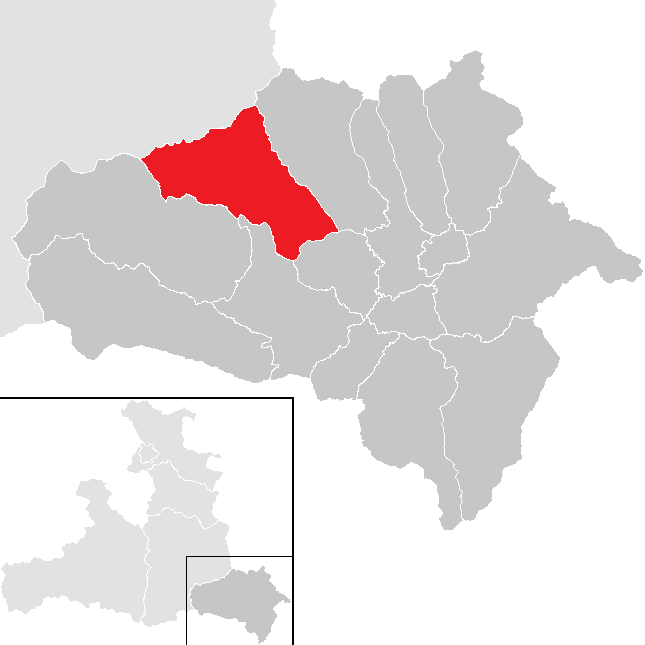
Комуна Твенг на карті округи Тамсвег. У лівому нижньому кутку показано розташування округи Тамсвег на карті федеральній землі Зальцбург.

Твенг (нім. Tweng) - громада у Австрії, у федеральній землі Зальцбург. Входить до складу округи Тамсвег. 
Населення становить 481 чоловік (2010).  Займає площю 86,54 км 2. 